# リチャード・ヒーリー＝ハッチンソン (第4代ドナウモア伯爵)

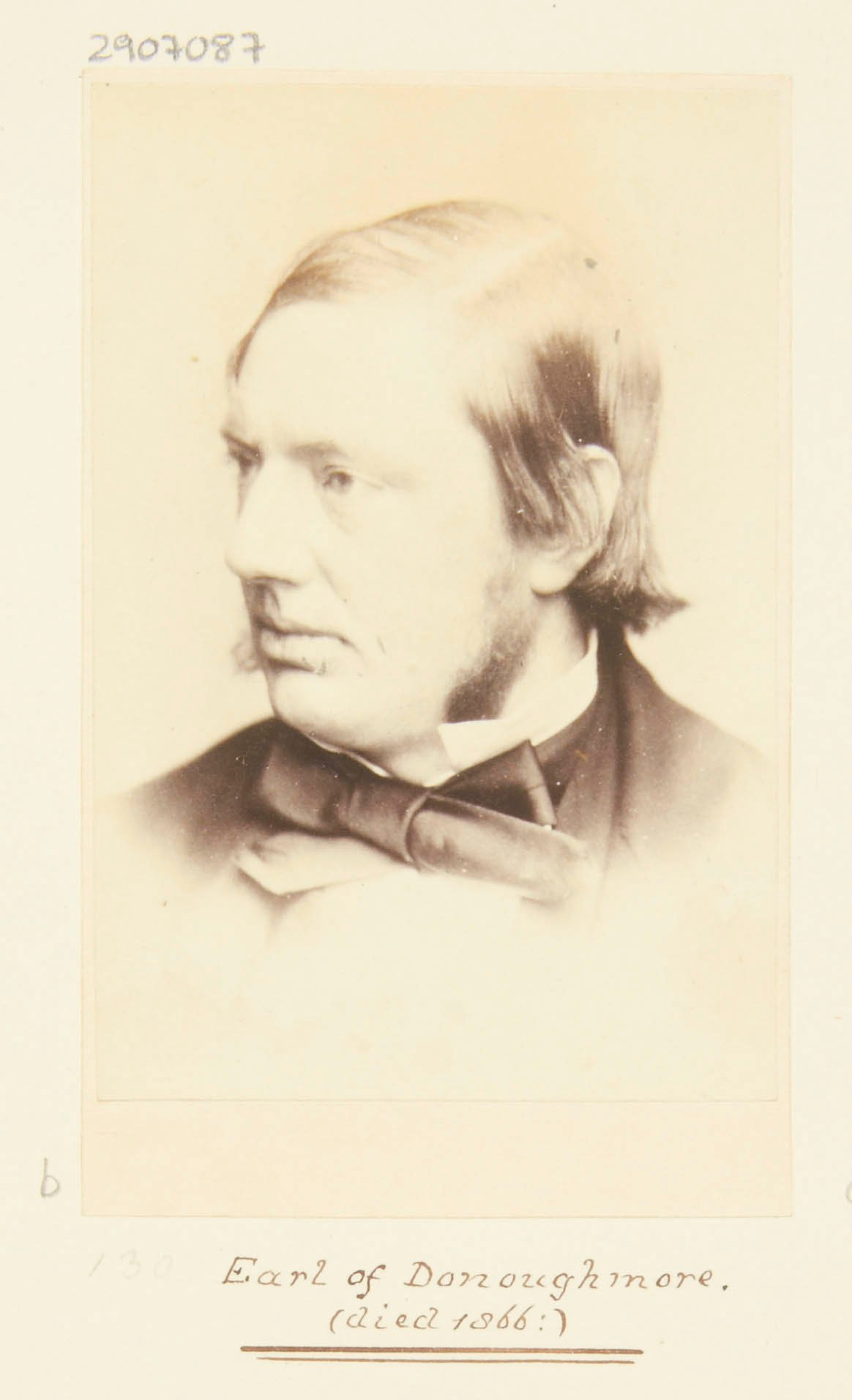
1868年に出版された、第4代ドナウモア伯爵の写真。

第4代ドナウモア伯爵リチャード・ジョン・ヒーリー＝ハッチンソン（英語: Richard John Hely-Hutchinson, 4th Earl of Donoughmore PC FRS、1823年4月4日 – 1866年2月22日）は、イギリスの貴族、政治家。支払長官（在任：1858年 – 1859年）、商務庁副長官（在任：1858年 – 1859年）、商務庁長官（在任：1859年）を歴任した。1832年から1851年までシュアデール子爵の儀礼称号を使用した。

## 生涯
第3代ドナウモア伯爵ジョン・ヒーリー＝ハッチンソンと1人目の妻マーガレット（Margaret、旧姓ガーディナー（Gardiner）、1796年2月4日 – 1825年10月13日、初代マウントジョイ子爵ルーク・ガーディナーの娘）の息子として、1823年4月4日にダブリンで生まれ、ハーロー校で教育を受けた。
1843年3月17日にエンサイン（歩兵少尉）としてイギリス陸軍に入隊したが、1845年1月には退役した。
1847年、ティペラリー県長官を務めた。
1851年9月14日に父が死去すると、ドナウモア伯爵位を継承した。
保守党内閣である第2次ダービー伯爵内閣期の1858年4月6日に枢密顧問官および商務庁副長官に任命され、1859年2月に商務庁長官に昇進したあと、同年6月まで務めた。
1849年7月24日に中佐としてサウス・ティペラリー砲兵民兵隊（South Tipperary Artillery Militia）に編入され、1858年7月に指揮権を与えられた。
1865年3月23日、王立協会フェローに選出された。
1866年2月22日にメイフェアのサウス・オードリー・ストリート52号で死去、3月2日にノックロフティ（Knocklofty）で埋葬された。長男ジョン・ルーク・ジョージが爵位を継承した。

## 家族
1847年4月7日、トマジン・ジョスリン・スティール（Thomasine Jocelyn Steele、1890年5月7日没、ウォルター・スティールの娘）と結婚、5男2女をもうけた。
- ジョン・ルーク・ジョージ（英語版）（1848年3月2日 – 1900年12月5日） - 第5代ドナウモア伯爵[2]
- ウォルター・フランシス（英語版）（1849年8月22日 – 1913年9月23日） - 外交官、植民地総督。1881年2月19日、にメイ・ジャスティス（英語版）（1861年 – 1938年11月15日、ウィリアム・クライヴ・ジャスティス（英語版）の娘）と結婚、子供あり[10]
- 男子（1851年1月18日） - 夭折[9]
- メアリー・ソフィア（1853年9月22日[9] – 1936年7月30日） - 1879年8月14日、ルイス・ヴィヴィアン・ロイド（英語版）（1908年9月21日没）と結婚、子供あり[10]
- パトリック・モーリス（1855年4月27日 – 1893年1月27日） - 海軍軍人、生涯未婚[10]
- マーガレット・フランシス（1857年2月8日[9] – 1937年3月2日） - 1882年7月6日、ダグラス・ジェームズ・プロビー（Douglas James Proby、1931年3月18日没）と結婚、子供あり[10]
- グランヴィル・ウィリアム（1858年9月24日 – 1906年6月11日） - 1891年7月14日、グレース・チャータース（Grace Charters、1893年1月26日没、ジョン・チャータースの未亡人、クレメント・ハイアムの娘）と結婚。1903年11月7日、イリナ・ビアトリス・リチャーズ（Eleanor Beatrice Richards、1928年3月25日没、H・マンニング・リチャーズの娘）と再婚、子供なし[10]